# Abóbada em cruzaria

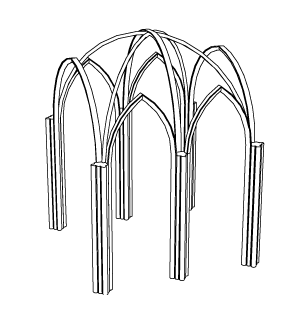
Representação esquemática de uma abóbada de cruzaria sexpartida.

A abóbada em cruzaria é um elemento arquitetónico. É um dos elementos característicos da arquitetura gótica. 
Constitui-se em uma derivação da chamada abóbada de aresta, da qual se distingue pela utilização de nervuras diagonais estruturais que lhe suportam o peso e o descarregam sobre pilares compostos (ou polistilos) e a que pertencem, e geralmente com elas são identificadas, as chamadas abóbadas de ogivas (também referidas como abóbadas em cruzaria de ogivas) e as abóbadas de nervuras (também referidas como abóbadas de nervos).
Refira-se que quando se utiliza neste contexto o termo "ogiva", este não se refere aos arcos quebrados ou ogivais, embora também característicos do Gótico, mas sim aos arcos (quebrados ou não) que, nestas abóbadas têm a função de aumentar ("augere", em latim), a resistência e segurança da estrutura.
Dentro desta tipologia distingue-se a abóbada de seis painéis, resultante de 6 arcos: 2 arcos torais (que se cruzam ao centro) e 4 arcos formeiros (que limitam os quatro lados da abóbada) com um fecho no centro da abóbada, como na torre-lanterna da Sé de Coimbra.